# Els set contra Tebes

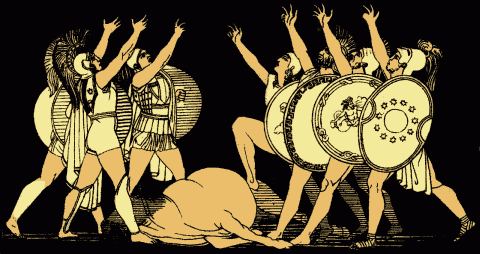
El jurament dels set cabdills (obra d'Alfred Church, 1897)

Els set contra Tebes és una tragèdia d'Èsquil. Segons la mitologia grega, "els set cabdills" va ser una coalició formada per Polinices amb l'objectiu de conquerir Tebes, d'on havia estat expulsat pel seu germà Etèocles. A més de Polinices, hi prengueren part el seu sogre Adrast, el seu cunyat Tideu, Amfiarau, Hipomedont, Capaneu i Partenopeu. Cadascun d'ells havia d'atacar una de les set portes de la ciutat, però malgrat els seus esforços no la van poder prendre. Polinices i Etèocles es mataren l'un a l'altre i només Adrast aconseguí salvar-se en la fugida.
Fou traduïda al català per Carles Riba i Bracons en 1933 i publicat dins les obres completes d'Èsquil per la Fundació Bernat Metge.

## Temes
El tema principal d’aquesta obra és l'enfrontament dels dos germans a causa de la maledicció i del destí de l’home que sembla que els era imposat pels déus. Tot aquest enfrontament s'inicia ja en Èdip: després d’haver matat el seu pare biològic i haver-se allitat amb la mare. Èdip a través de l’oracle Tirèsies descobreix la veritat dels fets que són els causants de la pesta i la misèria de Tebes.
Èdip, en penjar-se Iocasta i auto lesionar-se ell mateix, llança una maledicció sobre la descendència que havia engendrat amb Iocasta, ja que és una estirp impura per haver estat concebuda per Èdip amb la seva pròpia mare.
A causa dels fets explicats anteriorment, es dona pas a la tragèdia tractada a continuació:
En morir Èdip el regne de Tebes queda en les mans dels seus dos fills, Etèocles i Polinices, els quals regnaran un any cadascun alternativament; però en ser rei Etèocles fa fora al seu germà per tal quedar-se tot el poder. Polinices en veure’s desterrat de la seva ciutat i del poder que li correspon com a fill d’Èdip, reuneix un exèrcit i es dirigeix contra Tebes per atacar-la com a venjança. En aquest punt de la narració és on comença l’obra dels Set contra Tebes la qual s'explica des del punt de vista dels ciutadans de Tebes.
En el final de l’obra, Etèocles va a la setena porta a lluitar amb el seu germà Polinices, sabent que no pot defugir la maledicció que els va ser imposada.
Un altre tema seria el de la guerra, de fet, l’obra gira al voltant d’aquesta, que desencadena els fets que porten a l'enfrontament entre els germans Labdàcides. La mort dels dos germans és la resolució de la maledicció d’Èdip; aquest seria un dels temes principals que ve donat des de la tragèdia d’Èdip rei i que finalitza amb l’obra Antígona, on mor la germana, Antígona, volent donar sepultura al cos de Polinices, al qual volen castigar sense rebre sepultura ni el culte funerari corresponent acusat de traïció contra la ciutat de Tebes.

## Estructura externa
- Pròleg (vv. 1-80): Etèocles parla al poble tebà i els demana ajut per a la guerra contra els que assetgen la ciutat. Un dels espies enviats cap als enemics torna amb novetats: els cabdills han fet un jurament i un per un se situaran davant cadascuna de les 7 portes que flanquegen Tebes.
- Pàrode (vv. 80-180): El Cor expressa el seu temor davant la guerra que s'apropa. Aquest es dirigeix a les estàtues dels déus demanant ajut, demanant-li a cadascuna de les imatges dels déus una petició diferent. No entén per què Ares ha induït aquesta disputa, essent ell el pare d'Harmonia, muller de Cadme, fundador de la ciutat.
- Episodi 1 (vv. 181-286): Etèocles discuteix amb el Cor (format en aquesta tragèdia només per dones) i li retreu la seva por. Aquest indica que l'únic que aconseguirà amb aquesta actitud tan poruga és que fes creure als homes que van a morir properament.
- Estàsim 1 (vv. 287-368): El Cor segueix patint por i reflectint-lo. Demana als déus un cop més ajut i s'imagina què succeirà si acaben perdent la guerra: els ciutadans acabaran essent sotmesos a l'esclavitud, molts acabaran morint i les dones seran violades.
- Episodi 2 (vv. 369-719): Un dels missatgers porta notícies de tot allò que està succeint fora de Tebes: cadascun dels cabdills s'ha disposat davant les portes; el fill d'Èdip ordena a tots i cadascun dels guerrers que lluitin davant la porta que li ha estat assignada. Polinices decideix anar a lluitar davant la setena porta, enfrontant-se cara a cara amb el seu germà Etèocles.
- Estàsim 2 (vv. 720-791): El Cor parla de la maledicció que sotmet la família dels Labdàcides, de la impuresa (míasma) que els persegueix des dels orígens del seu llinatge. Recorda també el parricidi d'Èdip i la condemna que va dirigir als seus fills.
- Episodi 3 (vv. 792-819): El missatger torna de nou amb notícies de l'exterior: la guerra arriba al seu final i els tebans surten vencedors, però els dos germans s'han donat mort mútuament.
- Estàsim 3 (vv. 820-1004): El Cor no sap si festejar que el poble tebà ha vençut als enemics o plorar la mort dels cabdills. S'afligeixen per la pena de les seves germanes Antígona i Ismene cap a ells. El Cor acaba reproduint finalment els planys que emeten elles dues durant el seu dolor.
- Episodi 4 (vv. 1005-1054): Un herald comunica a les germanes el destí de tots dos germans: Etèocles serà enterrat amb lloances; en canvi, Polinices restarà insepult. Antígona s'oposa i comunica a tots que personalment el donarà sepultura.
- Èxode (vv. 1055-1077): El Cor no sap què fer davant aquesta situació, ni tampoc a quin bàndol recolzar. Es compadeix del cadàver de Polinices malgrat no vol ser partícip del propòsit d'Antígona per por a la reacció contrària dels ciutadans.